# 테밍크괴박쥐
 테민크괴박쥐(Nycticeius aenobarbus)는 애기박쥐과에 속하는 박쥐의 일종이다. 통용명처럼, 테민크괴박쥐에 대해 알려진 정보는 극히 일부이다. IUCN 적색 목록에서 정보부족종으로 분류하고 있으며, 개체수와 서식지, 생태, 주요 위협 요인 또는 보전 상태에 대한 정보가 거의 없다. 1978년 카터(Carter)와 돌란(Dolan)은 유일하게 알려진 한 점의 테민크괴박쥐 표본이 남아메리카에서 유래한 것이 아님을 시사했다. 테민크괴박쥐는 은색털끝윗수염박쥐의 이명으로 간주하기도 하지만, 두 종과 유전학 수준에서 명확하게 구별된다.

## 같이 보기
- 은색작은박쥐